# Rinus Michels
Rinus Michels, född 9 februari 1928 i Amsterdam, död 3 mars 2005 i Aalst, var en nederländsk fotbollsspelare och tränare.
Michels var en av de stora tränarna inom den holländska totalfotbollen som hade stora framgångar under 1970-talet. Michels slog igenom som tränare under sin tid i Ajax på 1960-talet och ledde Nederländernas fotbollslandslag under VM 1974 då laget tog silver. 1988 var Michels förbundskapten då Holland vann EM.

## Biografi

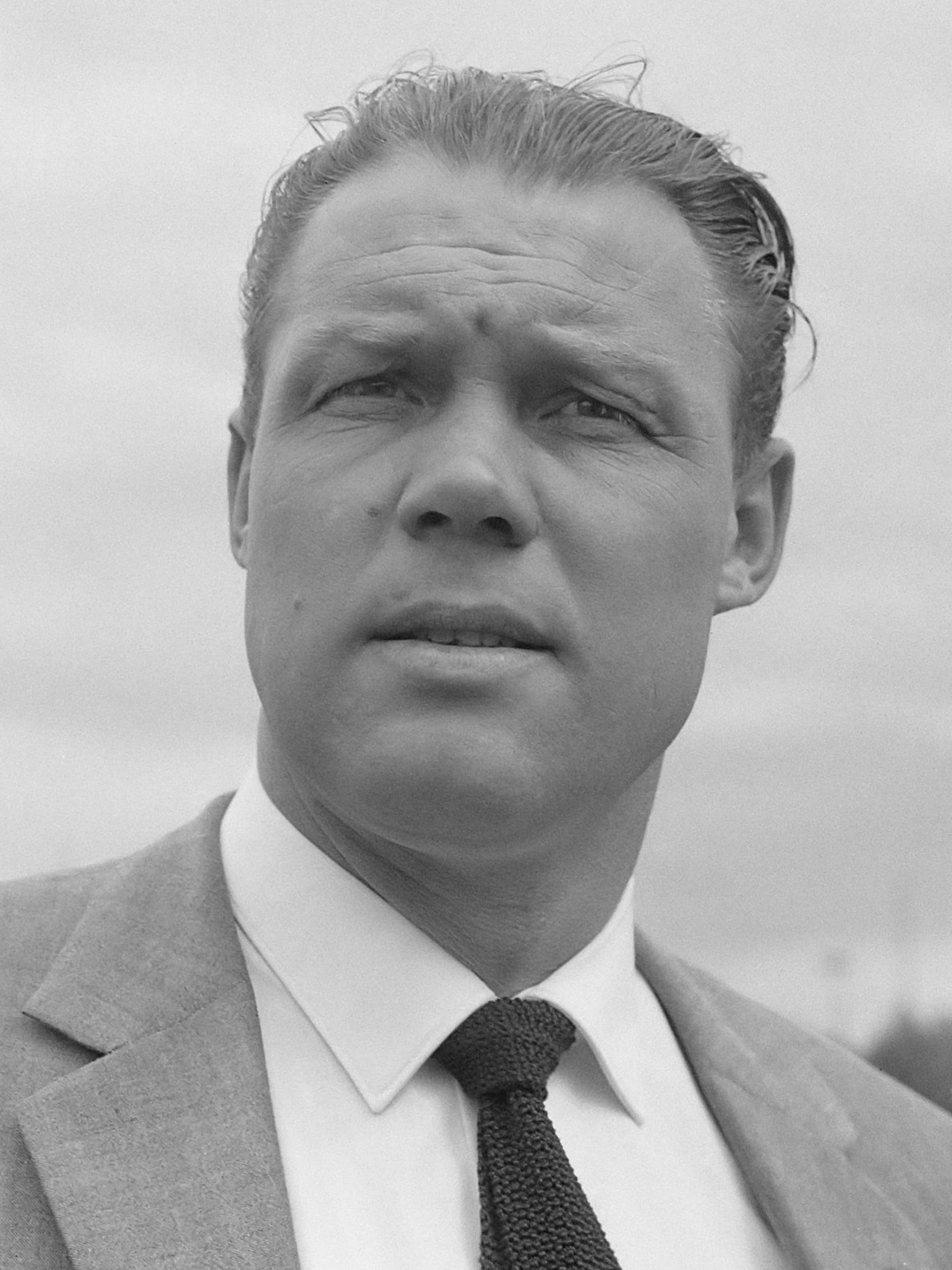

Michels spelade som anfallare och blev holländsk mästare 1947 och 1957. Han spelade även fem A-landskamper för Nederländerna. Efter spelarkarriären studerade han idrottsvetenskap i Amsterdam och utbildade sig till massör och sjukgymnast. Han arbetade senare på en skola för dövstumma barn. I början på 1953-talet tog han tränarlicens och började som tränare i amatörklubbarna Asser Boys, JOS Amsterdam och AFC Amsterdam. 1965 blev han tränare för Ajax med spelare som Johan Cruyff, Wim Suurbier och Sjaak Swart i laget. Under Michels ledning blev laget fyra gånger nederländska mästare (1966, 1967, 1968, 1970) och tre gånger cupmästare (1967, 1970, 1971). 1971 blev Ajax för första gången segrare i Europacupen för mästarlag. 1971 gick Michels över till FC Barcelona där han 1974 återförenades med Johan Cruyff. 
Under VM 1974 var Michels förbundskapten för Nederländerna och förde in systemet med totalfotboll i landslaget som varit så framgångsrikt i Ajax. Totalfotboll innebär att varje spelare kan spela på varje position och därmed byta positioner under spelets gång, vilket gör att spelsystemet är intakt under hela matchen. Det nederländska landslaget imponerade stort under VM-slutspelet med sitt spel och tog sig till VM-final där laget förlorade mot hemmanationen Västtyskland. Michels kom att prägla den moderna holländska fotbollen. Michels återkom som teknisk direktör i landslaget 1984 och blev på nytt förbundskapten 1986. Michels ledde laget till EM-guld 1988 med spelare som Marco van Basten, Ruud Gullit, Ronald Koeman och Frank Rijkaard. Michels slutade som förbundskapten men återkom för en tredje och sista period 1990–1992.

## Tränaruppdrag
- Förbundskapten för Nederländernas fotbollslandslag
  - VM-silver 1974
  - EM-guld 1988
  - EM-semifinal 1992
- 1. FC Köln
- AFC Ajax

### Fotnoter
1. ↑  Scholten, Berend (3 mars 2005). ”Michels – a total footballing legend”. UEFA. http://www.uefa.com/uefa/aboutuefa/organisation/history/obituaries/newsid=285010.html. Läst 29 januari 2007.